# مأموران بزرگراه
مأموران بزرگراه (به انگلیسی: The Highwaymen) یک فیلم جنایی به کارگردانی جان لی هنکاک محصول سال ۲۰۱۹ آمریکاست. فیلم‌نامهٔ مأموران بزرگراه را جان فاسکو نوشته و کوین کاستنر، وودی هارلسون، کتی بیتس، جان کارول لینچ و توماس من، ویلیام سدلر در آن به ایفای نقش پرداخته‌اند.
تصمیم به ساخت چنین فیلمی به سال ۲۰۰۵ بازمی‌گردد که در آن زمان قرار بود رابرت ردفورد و پل نیومن نقش‌های اصلی فیلم را بازی کنند، ولی به دلایلی آن پروژه اجرایی نشد تا اینکه در سال ۲۰۱۸ نت‌فلیکس امتیاز تهیهٔ این فیلم را گرفته و پروژه را با بازی کاستنر و هارلسون راه انداخت.

## داستان
در تگزاس دو رنجر سابق به نام‌های فرانک هیمر (با بازی کوین کاستنر) و مینی گالت (با بازی وودی هارلسون) برای از میان بردن گانگسترهای معروف بانی و کلاید در دههٔ ۱۹۳۰ میلادی اجیر شده‌اند و…